# تاناشی، توکیو
تاناشی، توکیو (به لاتین: Tanashi) یک منطقهٔ مسکونی در ژاپن است که در کانتو واقع شده‌است. تاناشی ۷۸٬۱۶۵ نفر جمعیت دارد.